# Ачинско-Минусинская железная дорога
А́чинско-Минуси́нская желе́зная доро́га — железнодорожная линия Ачинск — Минусинск, построенная с перерывами в период с 1913 по 1926 годы.
В 1910 году предприниматели, супруги В. А и А. А. Баландины, стали инициаторами создания акционерного общества «Ачминдор» для строительства железной дороги от Ачинска до Минусинска. Баландины затратили значительные средства для оформления концессии на постройку дороги. Для изыскательной работы из Петербурга был приглашён инженер Г. В. Андрианов.
В 1912 году был утверждён устав акционерного общества, его основной капитал составил 3 миллиона 755 тысяч рублей. Баландины не имели средств для строительства, но им удалось заключить договор с Русско-Азиатским банком о перекупке концессии за 600 тыс. руб. С 1913 года началось частное строительство на средства золотопромышленников Енисейской губернии. В 1916 году основное участие в строительстве дороги принял Санкт-Петербургский международный коммерческий банк. На строительстве было занято свыше тысячи рабочих и служащих, а также военнопленные из Австро-Венгрии. К 1917 году, в связи с упадком российской экономики в Первую мировую войну, постройка железной дороги была приостановлена.
После революционных событий 1917 года и последующей Гражданской войны, уже в Советской России, в 1922 году Сибревком принял специальное постановление о достройке Ачинско-Минусинской железной дороги. Была определена денежная сумма в размере 3 млн рублей и материально-техническое снабжение. Строительство дороги завершилось к концу 1925 года, её протяженность составила 459 километров. Окончательно дорога была сдана в эксплуатацию в 1926 году.
В 1949 году начато строительство линии Южно-Сибирской магистрали на участке Новокузнецк — Абакан . В 1959 году, в месте стыка с Ачинско-Минусинской железной дорогой, введена в эксплуатацию узловая станция Тигей.